# Редерауе
Редерауе (нім. Röderaue) — громада в Німеччині, розташована в землі Саксонія. Входить до складу району Майсен. Складова частина об'єднання громад Редерауе-Вюлькніц.
Площа — 28,94 км2. Населення становить 2587 ос. (станом на 31 грудня 2020).

## Галерея

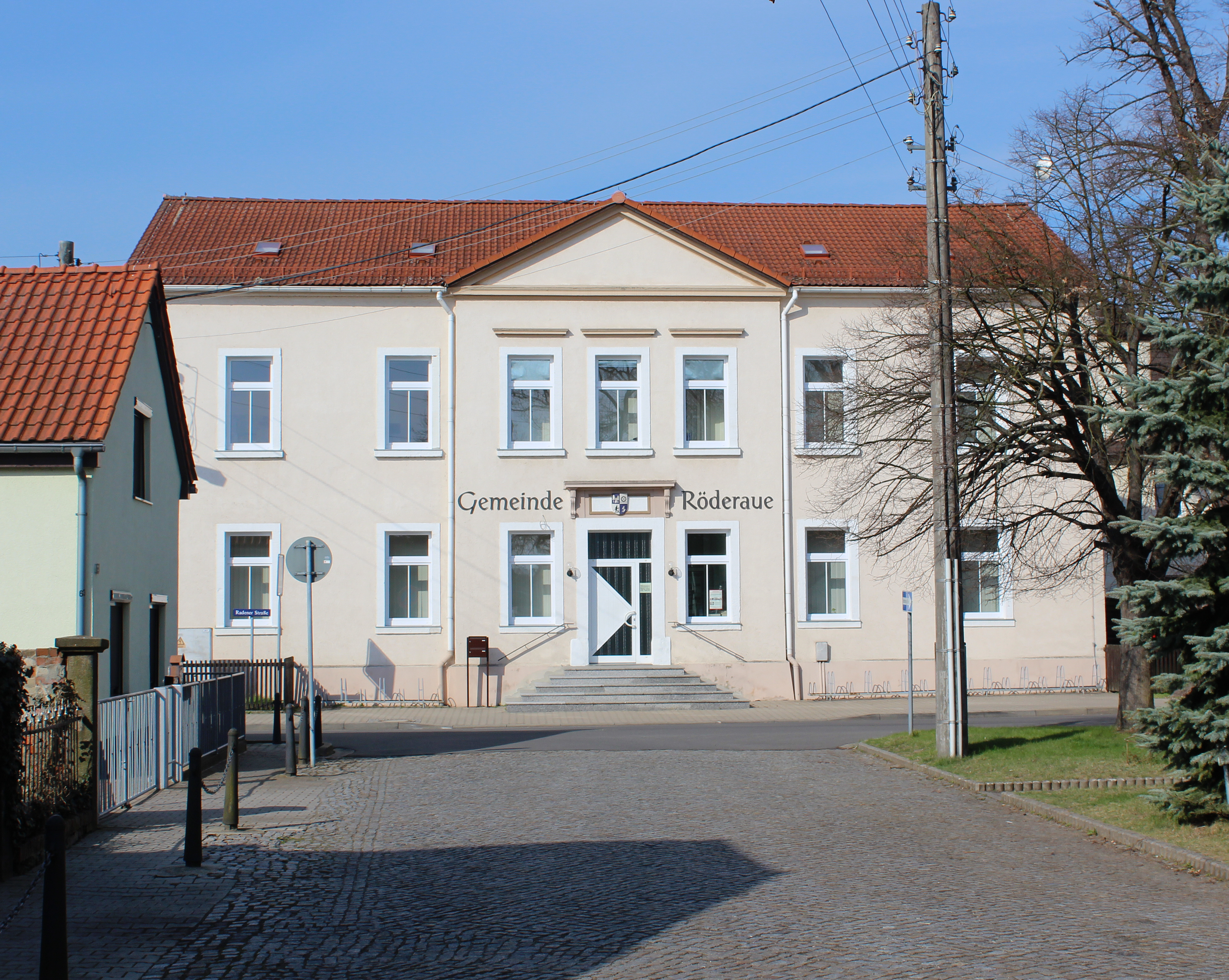